# ELVO
希臘汽車工業公司（希臘語：Ελληνική Βιομηχανία Οχημάτων ΑΒΕ），或简称ELVO（希臘語：ΕΛΒΟ），是一家總部位于希腊塞萨洛尼基的汽车制造商。该公司成立于1972年，前身为 Steyr Hellas，于1987年更名为现名。 主要生产民用客车、卡车以及军用车辆。
该公司于2021年2月14日被以色列财团收购。

## 外部連結
- 官方網站 （页面存档备份，存于）